# Lliga catalana de bàsquet masculina 1989-1990
Fou la 10a edició de la Lliga catalana de bàsquet. El Barça va recuperar el títol, enfrontant-se a la final al Grupo IFA Granollers, equip fruit de la fusió del CB Granollers i l'antiga secció de bàsquet del RCD Espanyol.

## Fase de grups

### Grup A
Partits jugats al Pavelló Municipal de Tortosa
| Pos | Equip      | J | G | P | P.F. | P.C. | +/- | Classificació            |
| --- | ---------- | - | - | - | ---- | ---- | --- | ------------------------ |
| 1   | Granollers | 2 | 2 | 0 | 171  | 153  | +18 | Classificat per la final |
| 2   | Joventut   | 2 | 1 | 1 | 173  | 159  | +14 |                          |
| 3   | Manresa    | 2 | 0 | 2 | 156  | 188  | -32 |                          |

|                           | GRA | JOV   | MAN   |
| Granollers EB             |     | 80-76 | 91-77 |
| Club Joventut de Badalona |     |       | 97-79 |
| Manresa EB                |     |       |       |

### Grup B
Partits jugats al Pavelló Municipal de Pineda de Mar
| Pos | Equip     | J | G | P | P.F. | P.C. | +/- | Classificació            |
| --- | --------- | - | - | - | ---- | ---- | --- | ------------------------ |
| 1   | Barcelona | 2 | 2 | 0 | 215  | 179  | +36 | Classificat per la final |
| 2   | Girona    | 2 | 1 | 1 | 206  | 193  | +13 |                          |
| 3   | Andorra   | 2 | 0 | 2 | 164  | 213  | -49 |                          |

|              | BAR | GIR    | AND    |
| FC Barcelona |     | 112-96 | 103-83 |
| CB Girona    |     |        | 110-81 |
| BC Andorra   |     |        |        |

## Final
| 4 octubre 1989 | FC Barcelona                                                        | '99'–88 | Granollers EB                                            | Palau d'Esports, Barcelona Àrbitres: Mas, Galerón |
| 4 octubre 1989 | Resultat per meitats: 49–51, 50–37                                  |         |                                                          | Palau d'Esports, Barcelona Àrbitres: Mas, Galerón |
| 4 octubre 1989 | Pts: Martínez 28 Rebs: Martínez 10 Assist: Solozábal 4 Rec: Costa 4 |         | Pts: Bosch 30 Rebs: Riley 8 Assist: Creus 2 Rec: Davis 2 | Palau d'Esports, Barcelona Àrbitres: Mas, Galerón |

| Barcelona |  | Granollers |

| Cinc inicial:       | Cinc inicial: | Cinc inicial:             | P   | R   | A   |
| ------------------- | ------------- | ------------------------- | --- | --- | --- |
| B                   | 5             | Joaquim Costa             | 0   | 0   | 3   |
| A                   | 11            | Paul Thompson             | 27  | 5   | 0   |
| A                   | 4             | Andrés Jiménez            | 16  | 3   | 2   |
| P                   | 14            | Audie Norris              | 18  | 0   | 0   |
| P                   | 13            | Ferran Martínez i Garriga | 28  | 10  | 0   |
| Suplents:           | Suplents:     | Suplents:                 | P   | R   | A   |
| A                   | 6             | Xavier Marín              | NVP | NVP | NVP |
| B                   | 7             | Ignacio Solozábal         | 2   | 1   | 4   |
| P                   | 8             | Steve Trumbo              | NVP | NVP | NVP |
| P                   | 9             | Arturo Llopis             | 5   | 4   | 0   |
| P                   | 10            | Xavier Ruiz               | NVP | NVP | NVP |
| A                   | 12            | Xavier Crespo             | 3   | 1   | 1   |
| Entrenador:         |               |                           |     |     |     |
| Aíto García Reneses |               |                           |     |     |     |

| Campió de la Lliga Catalana 1989 |
| -------------------------------- |
| FC Barcelona Setè títol          |

| Cinc inicial: | Cinc inicial: | Cinc inicial:    | P   | R   | A   |
| ------------- | ------------- | ---------------- | --- | --- | --- |
| B             | 10            | Joan Creus       | 13  | 2   | 2   |
| A             | 12            | Manel Bosch      | 30  | 0   | 0   |
| AP            | 9             | Javier Mendiburu | 6   | 0   | 0   |
| AP            | 7             | Claude Riley     | 18  | 8   | 1   |
| P             | 14            | Michael Davis    | 9   | 6   | 0   |
| Suplents:     | Suplents:     | Suplents:        | P   | R   | A   |
| A             | 4             | Xavier Cargol    | NVP | NVP | NVP |
| B             | 8             | Ferran Heras     | 2   | 0   | 0   |
| E             | 11            | Óscar Cervantes  | 2   | 1   | 1   |
| P             | 15            | Julián Ortiz     | 8   | 1   | 0   |
| Entrenador:   |               |                  |     |     |     |
| Manel Comas   |               |                  |     |     |     |